# 加加林启航处
加加林启航处（Gagarinskiy start），又名拜科努尔一号发射阵地或阵地1/5，是一座属于哈萨克斯坦境内拜科努尔航天发射场的火箭发射工位，曾用于执行苏联太空计划的火箭发射任务，现归俄罗斯国家航天集团管辖。

## 概要
这里是1961年时，尤里·加加林乘坐东方一号宇宙飞船，开始世界首次载人航天任务的发射阵地。这个作为这一类型发射阵地中的首座通常也被称为一号阵地（Площадка №1, Ploshchadka No.1），另外也有NIIP-5 LC1，拜科努尔LC1，LC-1/5，LC-1，GIK-5 LC1等名字。
1954年3月17日，苏联部长会议命令数个部门于1955年1月1日之前完成R-7火箭试验场的选址工作。一个特设侦查局在考虑数个地区之后选定了哈萨克苏维埃社会主义共和国的图拉坦地区。选址在1955年12月25日被批准，并预计于1958年完成建设工作。一号发射阵地的建设工作由军方工程部队于1955年7月20日开始。有超过60辆大型车辆为工委的建设夜以继日地工作；每天大约有15000立方米的土方被挖掘、清理，工程的总土方量达到了75万立方米。进入冬季，炸药也被大量使用。1956年10月末，所有为R-7火箭试验所计划的主要建筑和基础设施全部安装到位，被命名为“二号阵地”总装与测试车间（Монтажно-испытательный корпус, Montazhno-ispytatel'nyj korpus）完成建设，外加一条连接一号阵地和二号阵地的特别铁道也完成了选址工作。截止至1957年4月，所有剩余工作完成，发射场完成了发射准备。
1957年5月15日，R-7导弹从一号阵地进行了首射试验。1957年10月4日，世界首颗人造卫星斯普特尼克1号在此发射升空。众多的载人航天任务，包括尤里·加加林、瓦莲京娜·捷列什科娃的飞行，所有苏联和俄罗斯时期的向和平号空间站的载人飞行任务也均在此处开展。另外，一号阵地也是月球计划、火星计划、金星计划和许多宇宙号系列卫星的发射场。从1957年到1966年间，除了航天发射任务之外，一号阵地也部署了搭载战略核武器的洲际弹道导弹。截止到2000年，共有超过400次航天发射任务在此处执行。一号阵地进行的第500次发射任务是2015年9月2日发射的联盟TMA-18M飞船。
1961年，苏联太空计划中与日俱增的航天发射任务使得拜科努尔增加了新的发射平台——LC31/6。一号阵地被作为载人发射的主要设施，而LC31/6则负责了一些联盟号任务。一号阵地在早年间也因一些助推器爆炸事故而受损。
截止到2016年，在阵地范围内发生的最近事故是在1983年9月，试图发射联盟T-10-1任务时，在发射准备过程中发生的助推器起火爆炸事故，导致了一号阵地的受损并在近一年的时间之内无法使用。
2019年，在为联盟2号运载火箭所计划的2023首航而进行的现代化升级之前，加加林启航处于7月和9月各执行了最后两次载人飞行发射任务。与此同时，新的载人任务将由联盟2号运载火箭于31号发射台执行。31号工位自2012年以来执行的首次载人航天发射任务是2020年4月6日的联盟MS-16任务。
最后一次从加加林启航处执行的任务是于2019年9月25日飞往国际空间站的联盟MS-15任务。

## 照片

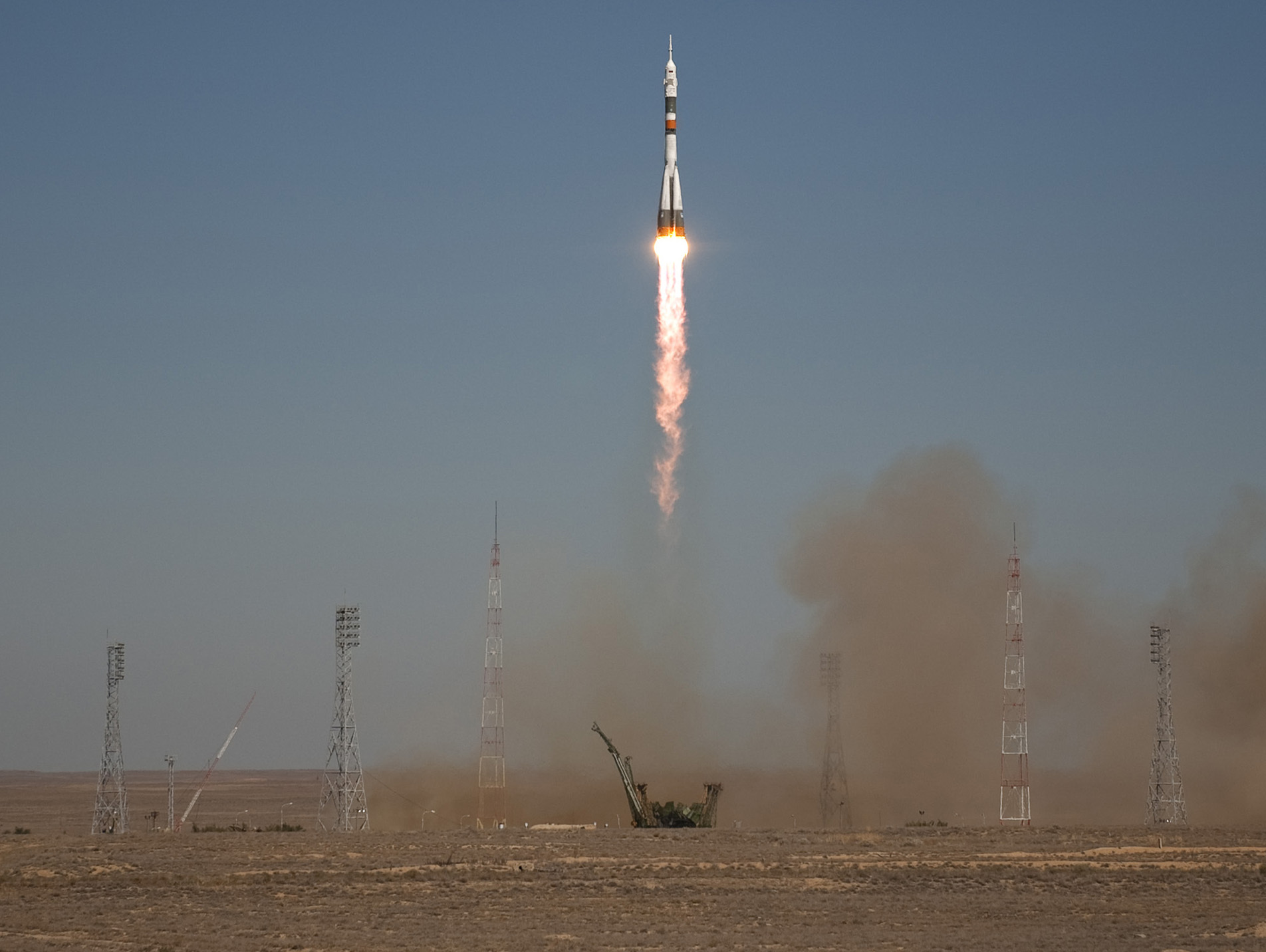
联盟TMA-16任务于2009年9月30日从加加林启航处发射升空，飞往国际空间站。
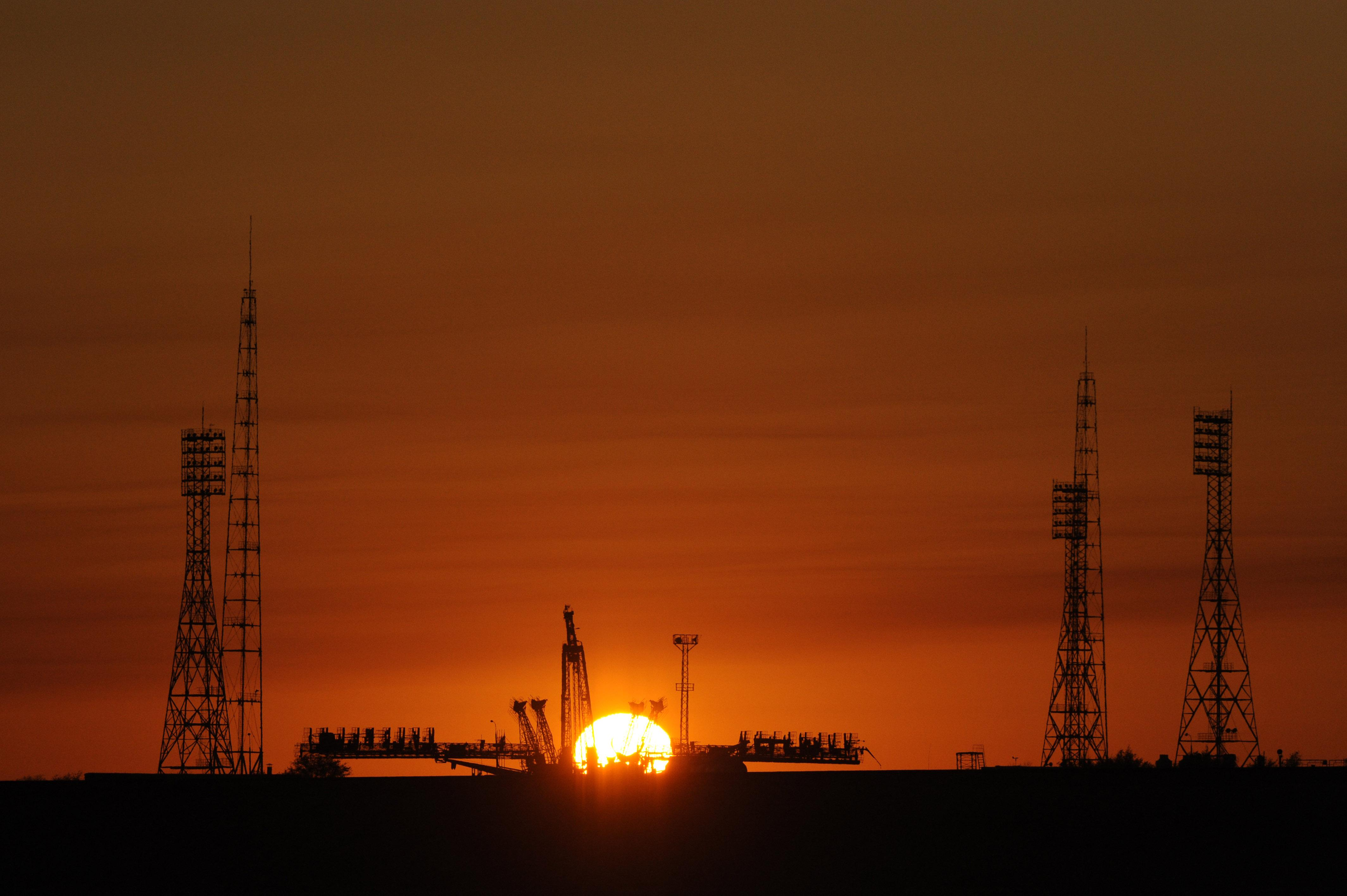
联盟TMA-13任务在转场之前的日出，2008年10月10日。
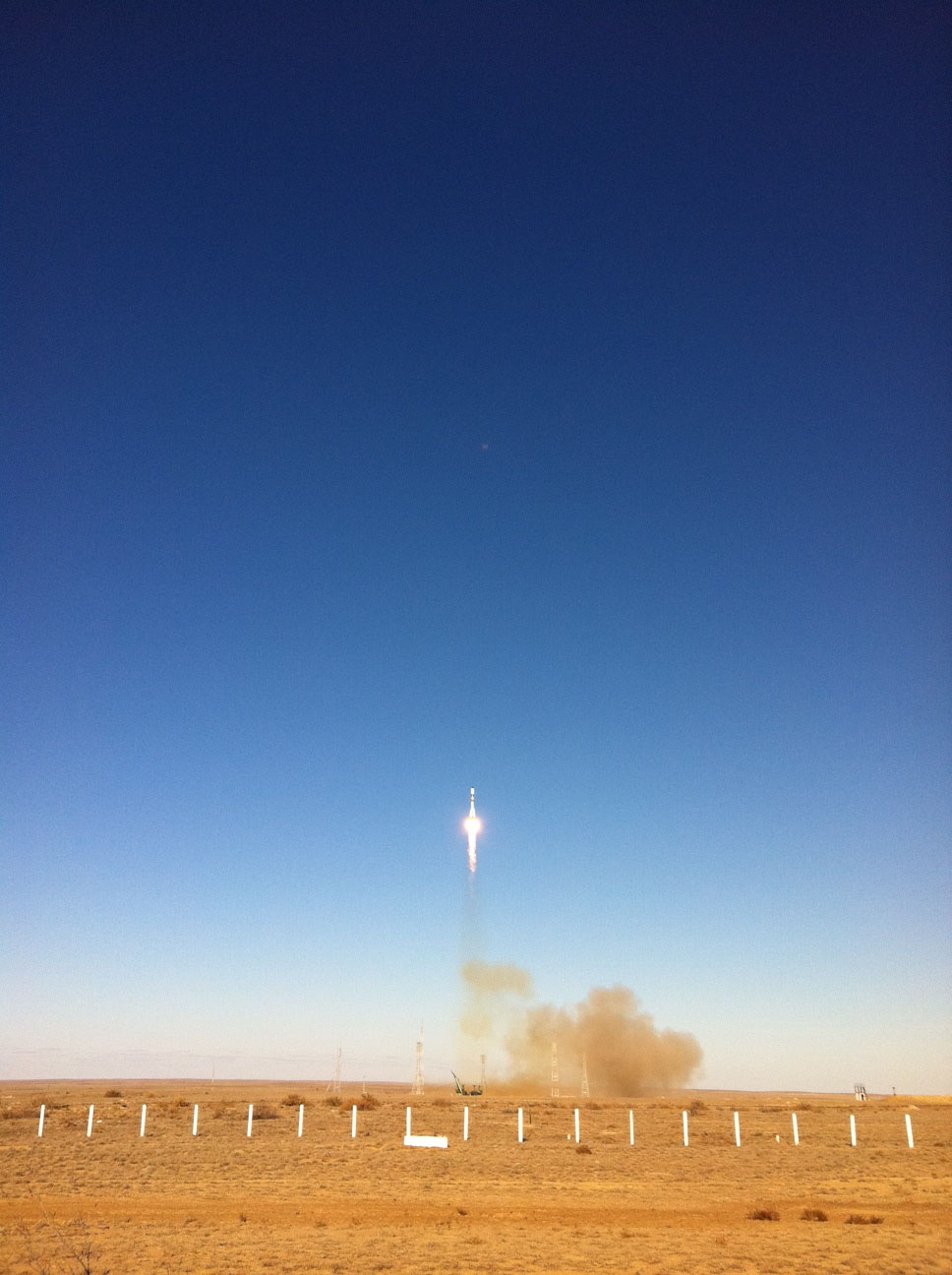
进步M-13M任务发射升空，2011年10月30日。
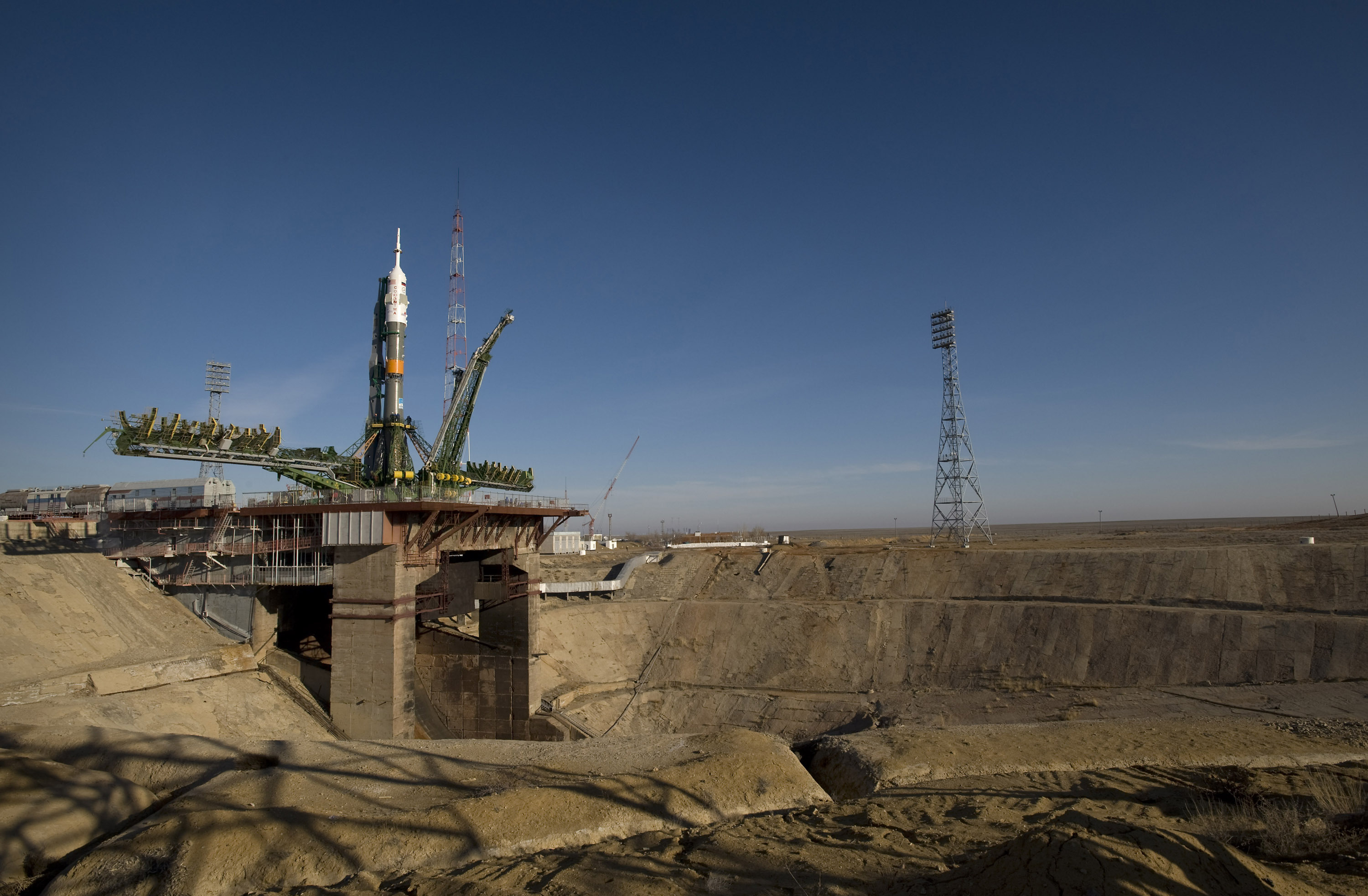
加加林启航处的泄火道
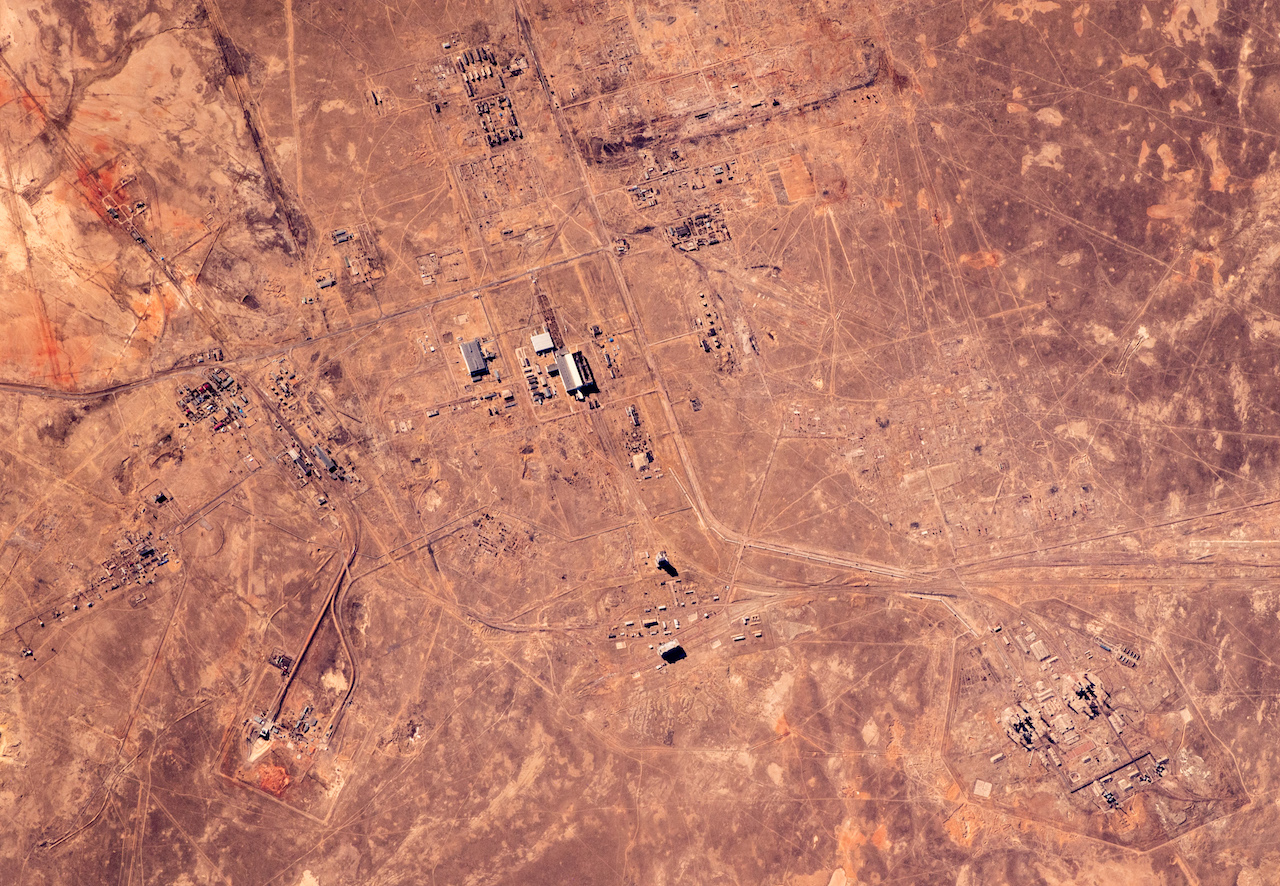
一发联盟号运载火箭在加加林启航处的卫星图片，2018年

## 引用
1. ↑  "As Suffredini spoke, a Soyuz TMA-5 spacecraft was being hoisted onto Russia's Baikonur launch pad, named "Gagarin's Start" after the first man in space. ", http://www.chinadaily.com.cn/english/doc/2004-10/13/content_381791.htm （页面存档备份，存于） , China Daily, 2004-10-13 on Soyuz TMA-5 launch
2. ↑  Origin of the test range in Tyuratam （页面存档备份，存于） at Russianspaceweb.com
3. ↑  Creation and Launch of the First Earth's Satellite by V.Poroshkov 的存檔，存档日期29 October 2005.
4. ↑  Baikonur LC1的存檔，存档日期15 April 2009.
5. ↑  .   [2021-01-20]. （原始内容存档于2007-10-07）.
6. ↑  .   [2021-01-20]. （原始内容存档于2020-08-05）.

## 延伸阅读
- J. K. Golovanov, M., "Korolev: Facts and myths", Nauka, 1994, ISBN 5-02-000822-2
- "Rockets and people" （页面存档备份，存于） – B. E. Chertok, M: "mechanical engineering", 1999. ISBN 5-217-02942-0
- «A breakthrough in space» - Konstantin Vasilyevich Gerchik, M: LLC "Veles", 1994, - ISBN 5-87955-001-X
- "Testing of rocket and space technology - the business of my life" Events and facts - A.I. Ostashev, Korolyov, 2001. （页面存档备份，存于）
- "Baikonur. Korolev. Yangel." - M. I. Kuznetsk, Voronezh: IPF "Voronezh", 1997, ISBN 5-89981-117-X
- "Look back and look ahead. Notes of a military engineer" - Rjazhsky A. A., 2004, SC. first, the publishing house of the "Heroes of the Fatherland" ISBN 5-91017-018-X
- "Rocket and space feat Baikonur" - Vladimir Порошков, the "Patriot" publishers 2007. ISBN 5-7030-0969-3
- "Unknown Baikonur" - edited by B. I. Posysaeva, M.: "globe", 2001. ISBN 5-8155-0051-8
- "Bank of the Universe" - edited by Boltenko A. C., Kiev, 2014., publishing house "Phoenix", ISBN 978-966-136-169-9

45°55′13″N 63°20′32″E / 45.92028°N 63.34222°E